# Conservatieve kracht

De zwaartekracht is een conservatieve kracht: de arbeid langs een willekeurig pad is enkel van het begin- en eindpunt afhankelijk.

Een conservatieve kracht of conservatief krachtveld is een conservatief vectorveld waarin de vector een kracht voorstelt. In een conservatief krachtveld is de kracht alleen afhankelijk van de plaats, en gelden de onderstaande drie equivalente karakteristieke eigenschappen.
- Er bestaat een scalair veld, {\displaystyle V(\mathbf {r} )}, de potentiaal van het veld geheten, zodat {\displaystyle \mathbf {F} } het tegengestelde van de gradiënt van {\displaystyle V} is:

{\displaystyle \mathbf {F} (\mathbf {r} )=-\nabla V(\mathbf {r} )}
- De arbeid {\displaystyle W=\int _{S}\mathbf {F} (\mathbf {r} )\,\mathrm {d} \mathbf {r} } langs een willekeurig pad {\displaystyle S} is alleen afhankelijk van het begin- en eindpunt, en indien {\displaystyle S} gesloten is geldt:

{\displaystyle \oint \mathbf {F} (\mathbf {r} )\,\mathrm {d} \mathbf {r} =0}
- Het krachtveld is rotatievrij:

{\displaystyle \nabla \times \mathbf {F} (\mathbf {r} )={\vec {0}}}
Aangezien bovenstaande eigenschappen equivalent zijn, is het voldoende aan te tonen dat een krachtveld een van de drie eigenschappen bezit om te bewijzen dat deze conservatief is. 
Voorbeelden van conservatieve krachten zijn de vier fundamentele natuurkrachten (sterke kernkracht, elektromagnetische kracht, zwakke kernkracht en zwaartekracht).
Bij goede benadering is het zwaartekrachtveld van de Aarde een conservatief krachtveld. De bijbehorende zwaartekrachtspotentiaal is evenredig met de potentiële energie.
Een ander voorbeeld is veerkracht bij een volmaakt elastisch materiaal.

## Niet-conservatieve krachten
Het tegenovergestelde van conservatieve krachten zijn niet-conservatieve krachten. Wrijving is daar een voorbeeld van. Bij deze krachten is de arbeid afhankelijk van het pad. De meeste natuurkundige systemen zijn niet-conservatief.